# ابن عادل الحنبلي
أبو حفص سراج الدين عمر بن علي بن عادل الحنبلي الدمشقي النعماني. عالم وفقيه ومفسر حنبلي، وصاحب كتاب اللباب في علوم الكتاب.

## نسبه ومولده
كان ابن عادل يكنى بكنيتين الأولى أبو حفص والثانية أو الحسن، وكان يلقب بسراج الدين، وبزين الدين أيضًا. أما نسبه النعماني فهي نسبة إلى نعمان ولها أوجه في ضبطها: إما بضم النون وسكون العين نُعْمان فهي اسم مشترك لثلاث مدن وهي: النُّعمانية: بلدة على شط دجلة بين بغداد وواسط في نصف الطريق، النُّعمانية: وهي قرية بمصر، نُعمان: وهي معرة النعمان مدينة كبيرة في الشام بين حلب وحمص، وإما أن تكون نسبة إلى الصحابي النعمان بن بشير، فيكون ضبطها بضم النون وسكون العين.
أما مولده فلم تذكر أي من كتب التراجم تاريخًا محددًا لولادته، ولكن إن عُلم أن جل شيوخ ابن عادل دمشقيون، فالبنظر لتاريخ مولدهم ووفاتهم يستخلص تاريخ تقريبي لميلاد ابن عادل، ومن أهم شيوخه: محمد بن علي بن ساعد ولد سنة 637 هـ وتوفي سنة 714 هـ في القاهرة، وزيرة بنت عمر بن المُنجَّا ولدت سنة 624 هـ وتوفيت سنة 716 هـ في دمشق، أحمد بن أبي طالب المعروف بابن الشحنة النجار توفي سنة 730 هـ ولكن أظهر سماع رواياته في سنة 706 هـ. ومن خلال تراجم شيوخ ابن عادل يتبين أنه ولد في أواخر القرن السابع الهجري، وعلى وجه أقرب بعد سنة 675 هـ.

## شيوخه
تتلمذ ابن عادل على عدد من شيوخ وعلماء دمشق أهمهم:
- أبو عبد الله شمس الدين محمد بن علي بن ساعد بن إسماعيل بن سليم بن ساعد المحروسي الرقي المشهدي (637 هـ - 714 هـ).
- أبو العباس شهاب الدين أحمد بن ابي طالب بن نعمة بن حسن بن علي بن بيان الديرمقرني الصالحي المعروف بابن الشخنه (ت: 730 هـ).[5] سمع منه صحيح البخاري.
- أم محمد وجيهة الدين وزيرة بنت عمر بن أسعد بن المنجا الدمشقية الحنبلية (624 هـ - 716 هـ)، سمع منها صحيح البخاري.

## مؤلفاته
- اللباب في علوم الكتاب.[6]
- حاشية على المحرر في الفقه الحنبلي.

## عقيدته
يظهر من خلال تفسيره لآيات الصفات أن ابن عادل مؤول للصفات على طريقة أهل السنة الأشاعرة، ولقد أوّل مجموعة من الصفات جمعها في تفسير سورة الفاتحة. وهو كثيراً ما ينقل كلام أئمة التأويل كالإمام فخر الدين الرازي والقرطبي والزمخشري وغيرهم، ويناقش الآية على طريقة المتكلمين ويسرد الأقوال والمذاهب وآراء المعتزلة ويرد عليها.
| ابن عادل الحنبلي | قوله: ﴿وَجَاءَ رَبُّكَ وَالْمَلَكُ صَفًّا صَفًّا ۝٢٢﴾ [الفجر:22]. أي: جاء أمره وقضاؤه. قاله الحسن، وهو من باب حذف المضاف. وقيل: جاءهم الربُّ بالآيات، كقوله تعالى: ﴿إِلَّا أَنْ يَأْتِيَهُمُ اللَّهُ فِي ظُلَلٍ مِنَ الْغَمَامِ﴾ [البقرة:210] أي بظلل. وقيل: جعل مجيء الآيات مجيئاً له، تفخيماً لشأن تلك الآيات، كقوله تعالى في الحديث: "يا ابْنَ آدم مَرضتُ فلمْ تعُدِنِي، واسْتسْقَيتُكَ فَلمْ تَسقِنِي واسْتطعَمْتُكَ فَلمْ تُطْعمْنِي". وقيل: زالت الشبه، وارتفعت الشكوك، وصارت المعارف ضرورية، كما تزول الشبه والشكوك عند مجيء الشيء الذي كان يشك فيه. وقيل: وجاء قهر ربك، كما تقول جاءتنا بنو أمية، أي: قهرهم. قال أهل الإشارة: ظهرت قدرته واستوت، والله - سبحانه وتعالى - لم يوصف بالتحول من مكان إلى مكان، وأنَّى له التحول والانتقال، ولا مكان ولا أوان، ولا يجري عليه وقت ولا زمان؛ لأن في جريان الوقت على الشيء فوات الأوقات، ومن فاته الشيء، فهو عاجز. | ابن عادل الحنبلي |

## وفاته
لم تذكر كتب التراجم أي تاريخ محدد لوفاة ابن عادل، ولكن تشير أحد الدراسات أن حياة ابن عادل الحنبلي محصورة بين عام 675 هـ وعام 775 هـ.